# Michael Hoppe (Unternehmer)
Michael Hoppe (* 2. Oktober 1948 in Hamburg) ist ein deutscher Geschäftsmann und Entwicklungshelfer. Nach seiner Arbeit als Geschäftsführer hat er 2005 die Stiftung steps for children gegründet, deren ehrenamtlicher Vorstandsvorsitzender er ist.

## Werdegang
Nach einem Studium der Betriebswirtschaftslehre mit Nebenfach Wirtschaftsrecht an der Universität Hamburg, welches er teilweise in München absolviert hat (Abschluss 1973 als Diplom-Kaufmann), promovierte er mit einer Arbeit über Straf- und zivilrechtliche Würdigung von Missbrauchsfällen im EDV Bereich von nichtöffentlichen Unternehmungen und erhielt 1979 den Doktor der Wirtschafts- und Sozialwissenschaften. 1978 bis 1984 war er als Dozent für Marktforschung und Marketing an der Wirtschafts-Akademie Hamburg und der Kommunikations-Akademie Kassel tätig. 2002 absolvierte Michael Hoppe eine Ausbildung zum NLP Coach und Mediator.

## Karriere
Michael Hoppe gründete 1971 im Studium gemeinsam mit einem Freund das deutsche Marktforschungsinstitut WBA. 1978 trennte sich Michael Hoppe vom WBA-Institut und arbeitete bis 1982 als Produkt Manager im Unilever-Konzern (Union Deutsche Lebensmittel). Nach dem Tod seines Freundes übernahm er 1982 wieder das WBA-Institut, entwickelte es zum Full Service Institut und baute ein Befragten-Panel mit 25.000 Teilnehmern auf. Im Jahr 1993 kaufte das französische Marktforschungsunternehmen Ipsos SA Minderheitsanteile an der WBA. 1995 fusionierte WBA mit der 1957 gegründeten Gfm-Getas mbH (Gesellschaft für Marketing-, Kommunikations- und Sozialforschung mbH Hamburg) zur GFM-Getas/WBA. Als geschäftsführender Gesellschafter übernahm er die Leitung der GfM-Getas/WBA.
Ab 1995 war Michael Hoppe Mitglied im internationalen Management Board von Ipsos in Paris (oberstes Strategie- und Entscheidungsgremium für alle Ipsos-Institute). Nach dem Börsengang von Ipsos 1999 wurde er Aktionär der Ipsos SA. Innerhalb des Management Boards von Ipsos war er zuständig für den Human-Resources-Bereich und Internet Panelforschung und weiterhin CEO von Ipsos Deutschland mit 250 Mitarbeitern. Im Juli 2002 beendete er seine Karriere als Unternehmer und legte alle Ämter bei Ipsos Deutschland und im internationalen Management Board nieder.
Von 2003 bis 2005 war er Mitglied bei den Wirtschafts-Senioren in Hamburg als Berater und „Business Angel“.
2005 gründete er im Anschluss an eine Afrikareise die Stiftung und den Förderverein steps for children in Deutschland und 2006 gemeinsam mit Festos Tjikuua, Erika von Wietersheim und Lucy Steinitz den Trust steps for children in Namibia. Dort ist er bis heute Mitglied des Board of Trustees.
In Namibia hat die Projektarbeit seiner Stiftung in dem Ort Okakarara mit einer Vorschule und Suppenküche für 30 Kinder begonnen, heute (Stand 2018) werden täglich direkt oder indirekt über 2.000 Kinder in 9 Projekten in Namibia und Simbabwe mit Bildung, Mahlzeiten und Fürsorge versorgt. Michael Hoppe ist in den Projekten auch als „social entrepreneur“ tätig. Er baute in mehreren Standorten sogenannte „Einkommen erzielende Steps“ auf (u. a. eine Nähstube, eine Schreinerei, Computerschulen, Gästehäuser und Appartements, Gemüsegarten), um die Projekte auf Dauer von Spenden unabhängig zu machen.
2010 gründete er mit zwei weiteren Gründern eine gleichnamige Stiftung in der Schweiz.

## Preise und Ehrungen
- 2012 wurde ihm die „Friedenstaube“ des Künstlers Richard Hillinger überreicht.[7]
- Michael Hoppe erhielt 2016 für sein Engagement das Bundesverdienstkreuz am Bande.[8]
- In mehreren Sendungen bei NDR und Hamburg 1 wurde über seine Arbeit berichtet[9], in 2017 erschien ein Artikel im Magazin Spiegel Classic.[10]
- 2019 wurde er mit dem Zugabe Preis der Körber-Stiftung für seine Arbeit im Stiftungswesen ausgezeichnet.[11]